# Moj papa - Baryšnikov
Moj papa - Baryšnikov (Мой папа Барышников) è un film del 2011 diretto da Dmitrij Polovockij.

## Trama
Il film si svolge a Mosca durante il periodo della Perestrojka. Il film racconta del ragazzo Borja, che sta studiando coreografia. Il suo sogno è ballare con le ragazze più belle della classe. E improvvisamente crede di capire che suo padre, il quale secondo le parole della madre è in «missione segreta», sia il grande ballerino Michail Baryšnikov. In realtà il padre è in prigione e tornerà a casa proprio quando Borja sarà espulso dalla scuola, anche se questo non comprometterà il suo futuro nel mondo del balletto.